# Push the Beat for This Jam (The Singles '94-'02)
Push the Beat for This Jam (The Singles '94-'02) je třetí kompilační album německé skupiny Scooter. Je to výběrové album. Bylo vydáno pouze ve Velké Británii a Austrálii, roku 2002 a obsahuje devatenáct skladeb.

## Seznam skladeb
| Pořadí         | Název                           | Délka |
| -------------- | ------------------------------- | ----- |
| 1.             | Hyper Hyper                     | 3:35  |
| 2.             | Move Your Ass!                  | 5:30  |
| 3.             | Friends                         | 3:48  |
| 4.             | Endless Summer                  | 5:14  |
| 5.             | Back In The UK                  | 3:25  |
| 6.             | Let Me Be Your Valentine        | 5:10  |
| 7.             | Rebel Yell                      | 3:41  |
| 8.             | I'm Raving                      | 3:27  |
| 9.             | How Much Is The Fish?           | 3:48  |
| 10.            | Fire                            | 3:32  |
| 11.            | The Age Of Love                 | 3:48  |
| 12.            | No Fate                         | 3:43  |
| 13.            | Ramp! (The Logical Song)        | 3:53  |
| 14.            | Posse (I Need You On The Floor) | 3:52  |
| 15.            | Call Me Manana                  | 3:56  |
| 16.            | Fuck The Millenium              | 4:14  |
| 17.            | Aiii Shot The DJ                | 3:29  |
| 18.            | Faster Harder Scooter           | 3:46  |
| 19.            | Nessaja                         | 3:07  |
| Celková délka: | Celková délka:                  | 74:58 |